# Sailly-Labourse Communal Cemetery
Sailly-Labourse Communal Cemetery is een begraafplaats gelegen in de Franse plaats Sailly-Labourse (Pas-de-Calais). De militaire graven worden onderhouden door de Commonwealth War Graves Commission.
De begraafplaats telt 127 geïdentificeerde Gemenebest graven, waarvan 126 uit de Eerste Wereldoorlog en een uit de Tweede Wereldoorlog.